# Daytime Emmy Award du meilleur interprète dans un programme d'animation
Le Daytime Emmy Award du meilleur interprète dans un programme animé (Daytime Emmy Award for Outstanding Performer In An Animated Program) est une récompense de télévision décernée chaque année depuis 1995 par l'Academy of Television Arts & Sciences.

## Palmarès
Note : L'année indiquée est celle de la cérémonie. Les interprètes lauréats sont indiqués en tête de chaque catégorie et en caractères gras.

### Années 1990
- 1995 : Lily Tomlin pour le rôle de Mlle Bille-en-Tête dans Le Bus magique
  - Tim Curry pour le rôle de Skeloferoce dans Mighty Max
  - Roscoe Lee Browne pour le rôle du Caïd dans Spider-Man, l'homme-araignée
  - Rita Moreno pour le rôle de Carmen Sandiego dans Where in the World is Carmen Sandiego?
  - Ruby Dee pour le rôle de la grand-mère dans Whitewash
- 1996 : Nathan Lane pour le rôle de Timon dans Timon et Pumbaa
  - Keith David pour le rôle de Goliath dans Gargoyles, les anges de la nuit
  - Edward Asner pour le rôle de J. Jonah Jameson dans Spider-Man, l'homme-araignée
  - Lily Tomlin pour le rôle de Mlle Bille-en-Tête dans Le Bus magique
  - Ernie Sabella pour le rôle de Pumbaa dans Timon et Pumbaa
  - Rita Moreno pour le rôle de Carmen Sandiego dans Where in the World is Carmen Sandiego?
- 1997 : Louie Anderson pour les rôles de Louie et Andy Anderson dans Life with Louie
  - Lily Tomlin pour le rôle de Mlle Bille-en-Tête dans Le Bus magique
  - Dennis Franz pour le rôle du Capitaine Klegghorn dans Mighty Ducks
  - Rob Paulsen pour le rôle de Minus dans Minus et Cortex
  - Rita Moreno pour le rôle de Carmen Sandiego dans Where in the World is Carmen Sandiego?
- 1998 : Louie Anderson pour les rôles de Louie et Andy Anderson dans Life with Louie
  - Robin Williams pour le rôle du Génie dans Great Minds Think for Themselves
  - Lily Tomlin pour le rôle de Mlle Bille-en-Tête dans Le Bus magique
  - Maurice LaMarche pour le rôle de Cortex dans Minus et Cortex
  - Rob Paulsen pour le rôle de Minus dans Minus et Cortex
- 1999 : Rob Paulsen pour le rôle de Minus dans Minus et Cortex
  - Dom DeLuise pour le rôle de Gratouille dans Tous les chiens vont au paradis
  - Ernest Borgnine pour le rôle de Carcasse dans Tous les chiens vont au paradis
  - Louie Anderson pour les rôles de Louie et Andy Anderson dans Life with Louie
  - Jeffrey Tambor pour le rôle d'Hank dans The Lionhearts

### Années 2000
- 2000 : James Woods pour le rôle d'Hadès dans Hercule
  - French Stewart pour le rôle d'Icare dans Hercule
  - Pam Grier pour le rôle du Nightingale dans Happily Ever After: Fairy Tales for Every Child
  - Robert Guillaume pour le rôle du narrateur dans Happily Ever After: Fairy Tales for Every Child
  - Nathan Lane pour le rôle de Georges dans Georges et Martha
- 2001 : Nathan Lane pour les rôles de Spot et Scott dans Teacher's Pet
  - Kel Mitchell pour le rôle de T-Bone dans Clifford le grand chien rouge
  - John Ritter pour le rôle de Clifford dans Clifford le grand chien rouge
  - Cree Summer pour le rôle de Cleo dans Clifford le grand chien rouge
  - Ruby Dee pour le rôle d'Alice dans Bill junior
- 2002 : Charles Shaughnessy pour le rôle de Dennis dans Stanley
  - Alicia Silverstone pour le rôle de Sharon Spitz dans Sourire d'enfer
  - Kel Mitchell pour le rôle de T-Bone dans Clifford le grand chien rouge
  - John Ritter pour le rôle de Clifford dans Clifford le grand chien rouge
  - Jackie Chan pour son propre rôle dans Jackie Chan
- 2003 : Gregory Hines pour le rôle Bill Senior dans Bill junior
  - John Ritter pour le rôle de Clifford dans Clifford le grand chien rouge
  - Walter Cronkite pour le rôle de Benjamin Franklin dans Liberty's Kids: Est. 1776
  - Ruby Dee pour le rôle d'Alice dans Bill junior
  - Mindy Cohn pour le rôle de Velman Dinkley dans Quoi d'neuf Scooby-Doo ?
- 2004 : Joe Alaskey pour le rôle de Duck Dodgers dans Duck Dodgers
  - John Ritter pour le rôle de Clifford dans Clifford le grand chien rouge
  - Henry Winkler pour le rôle de Norville dans Clifford's Puppy Days
  - Nancy Cartwright pour le rôle de Rufus dans Kim Possible
  - Walter Cronkite pour le rôle de Benjamin Franklin dans Liberty's Kids: Est. 1776
- 2005 : Henry Winkler pour le rôle de Norville dans Clifford's Puppy Days
  - Kevin Michael Richardson pour le rôle du Joker dans Batman
  - Mel Brooks pour le rôle de Wiley dans Piggly et ses amis
  - Christy Romano pour le rôle de Kim Possible dans Kim Possible
  - Joan Cusack pour le rôle du narrateur dans Peep and the Big Wide World (Pouic explore le monde)
- 2006 : Maile Flanagan (en) pour le rôle de Piggly jeune dans Piggly et ses amis
  - Tara Strong pour le rôle de Dannan O'Mallard dans Piggly et ses amis
  - Russi Taylor pour le rôle d'Annie Winks dans Piggly et ses amis
  - Tony Jay pour le rôle de Spiderus dans Miss Spider
  - Jess Harnell pour les rôles de Gumpers et Swanky dans Alien Bazar
- 2007 : Eartha Kitt pour le rôle d'Yzma dans Kuzco, un empereur à l'école
  - Jim Conroy pour le rôle de Ruff Ruffman dans Fetch! with Ruff Ruffman
  - Maile Flanagan (en) pour le rôle de Piggly jeune dans Piggly et ses amis
  - Russi Taylor pour le rôle d'Annie Winks dans Piggly et ses amis
  - Danica Lee pour le rôle de Ming Ming dans Wonder Pets
- 2008 : Eartha Kitt pour le rôle d'Yzma dans Kuzco, un empereur à l'école
  - Kevin Michael Richardson pour le rôle du Joker dans Batman
  - Christopher Lloyd pour le rôle du pirate informatique dans Cyberchase
  - Jessica DiCicco pour le rôle de Malina dans Kuzco, un empereur à l'école
  - Danica Lee pour le rôle de Ming Ming dans Wonder Pets
- 2009 : Jim Ward pour le rôle de Stoker dans Biker Mice from Mars
  - Joan Rivers pour le rôle de Bubbe dans Arthur
  - Vanessa Williams pour le rôle de Mama Mirabelle dans Mama Mirabelle
  - Jim Cummings pour le rôle de Winnie l'ourson et Tigrou dans Mes amis Tigrou et Winnie
  - Amy Poehler pour le rôle de Bessie Higgenbottom dans Super Bizz

### Années 2010
- 2010 : Eartha Kitt pour le rôle de Cool Cat dans Wonder Pets
  - Philip Seymour Hoffman pour le rôle de Will Toffman dans Arthur
  - Edward Asner pour le rôle de Kid Potato dans WordGirl
  - Amy Poehler pour le rôle de Bessie Higgenbottom dans Super Bizz
- 2011 : Danny Jacobs pour le rôle de King Julian dans Les Pingouins de Madagascar
  - Tom McGrath pour le rôle de Skipper dans Les Pingouins de Madagascar
  - Steven Tyler pour le rôle du Chapelier fou dans Wonder Pets
  - Martin Short pour le rôle du Chat chapeauté dans Le Chat chapeauté en sait trop !
  - Bill Farmer pour le rôle de Dingo dans La Maison de Mickey
  - Peter Cullen pour le rôle d'Optimus Prime dans Transformers: Prime
- 2012 : June Foray pour le rôle de Mme Cauldron dans Garfield et Cie
  - Jeff Bennett pour le rôle de Kowalski dans Les Pingouins de Madagascar
  - James Hong pour le rôle de M. Ping dans Kung Fu Panda : L'Incroyable Légende
  - Rodger Bumpass pour le rôle de Carlo Tentacule dans Bob l'éponge
- 2013 :
  - Curtis Armstrong pour le rôle de Dan dans Dan Vs.
  - Jim Cummings pour le rôle de Hondo Ohnaka dans Star Wars: The Clone Wars
  - David Tennant pour le rôle de Huyang dans Star Wars: The Clone Wars
  - Lee Tockar pour le rôle de Pronto dans Slugterra
  - Jerry Trainor pour le rôle de Dudley Puppy dans T.U.F.F. Puppy
  - Sam Witwer pour le rôle de Dark Maul dans Star Wars: The Clone Wars

## Récompenses et nominations multiples

### Nominations multiples
4 : John Ritter et Lily Tomlin
3 : Louie Anderson, Ruby Dee, Eartha Kitt, Nathan Lane, Danica Lee et Rita Moreno
2 : Edward Asner, Walter Cronkite, Maile Flanagan (en), Kel Mitchell, Rob Paulsen, Amy Poehler, Kevin Michael Richardson, Russi Taylor et Henry Winkler

### Récompenses multiples
2 : Louie Anderson, Eartha Kitt et Nathan Lane